# Le Duel (film, 1957)
Pour les articles homonymes, voir Le Duel.
Le Duel (titre original : Poyedinok) est un film soviétique réalisé par Vladimir Petrov, sorti en 1957.

## Synopsis
En 1896 dans une petite ville, un régiment de soldat se saoule lors d'une soirée bien arrosée. Le sous-lieutenant Romashov tombe alors amoureux de la femme de son capitaine, ce qui fait que les deux hommes vont se disputer au point de faire un duel.

## Fiche technique
- Titre : Le Duel
- Titre original : Поединок
- Réalisation : Vladimir Petrov
- Scénario : Vladimir Petrov, d'après la nouvelle éponyme d'Alexandre Kouprine (1905)
- Directeurs de la photographie : Grigori Eisenberg, Arkadi Koltsaty
- Compositeur : Aram Khatchatourian
- Décors : Abram Freidine
- Production : Mosfilm, Ministère de la cinématographie
- Pays de production :  Union soviétique
- Langue : russe
- Format : 35mm (positif & négatif), Noir et blanc, son monographique
- Genre : Film dramatique
- Durée : 95 minutes
- Dates de sortie :
  - URSS : 2 décembre 1957
  - France : 16 décembre 1959

## Distribution
- Nikolaï Komissarov : colonel Choulgovitch
- Andrei Popov : Vassili Nazanski
- Youri Pouzyrev : Iouri Romachov
- Irina Skobtseva : Alexandra Nicolaïeva
- Nikolaï Bogolioubov : capitaine Osatchi
- Evgueni Evstigneïev : capitaine Peterson
- Gueorgui Milliar : capitaine Claude
- Vladimir Belokourov : capitaine Ditz
- Radner Mouratov : Heinan, l'ordonnance de Romachov
- Lev Perfilov : Lobov